# Ellen Horn
Ellen Horn, född Stoesen 1 februari 1951, är en norsk skådespelare, f.d. teaterchef för Nationaltheatret och tidigare norsk kulturminister i regeringen Stoltenberg.
Horn studerade vid Statens Teaterhøyskole och har efter examen varit engagerad vid Nationaltheatret och fjernsynsteateret (TV-teatern) som skådespelare och teaterchef. Hon utnämndes till kulturminister i regeringen Stoltenberg 2000. Hon är sedan februari 2005 teaterchef vid Riksteatret i Norge.

## Filmografi (urval)
- 1984 – Lykkeland
- 1987 – Efter Rubicon
- 1991 – Frida - med hjärtat i handen
- 1998 – Blodsband